# ブラウニー (ギター)
ブラウニー（Brownie）は、イギリスのギタリストであるエリック・クラプトンが使用していたフェンダー・ストラトキャスターに名付けられた愛称。1970年代初頭に使用されていた。とりわけ「デレク・アンド・ザ・ドミノス」としての活動、アルバム『いとしのレイラ』などで使用した。

## 概要
2カラー・サンバースト(ブラウン・サンバースト)のフィニッシュ、メイプル製のネック、ドットのインレイなどが特徴。1956年製で、シリアル番号は12073。
クラプトンはこれを1967年に購入し、レコーディングとライブの両方で使用した。このギターは彼のデビューアルバム『エリック・クラプトン・ソロ』のジャケットで確認することができる。
その後は、ブラッキーを主に使用するようになったため、使われることは少なくなった。

## オークション
1999年6月24日、彼が設立したアルコール・薬物のリハビリ施設「クロスロード・センター」の資金調達のため、ブラウニーをオークションに出品し、45万ドルの値がついた（ギターの分野において当時最高値）。また、同時に出品され、ブラウニーと同時期にスライド用に使用されたほぼ同スペックのギターはウドー音楽事務所が落札し、日本国内に所蔵されている。
現在は、アメリカのシアトルにあるポール・アレンが出資した音楽史美術館「エクスペリエンス・ミュージック・プロジェクト」に収蔵されている。